# Kai Arne Engelstad
Kai Arne Engelstad (n. 21 decembrie 1954, Oslo, Norvegia) este un patinator de viteză ce a reprezentat Norvegia, medaliat olimpic. A participat la 2 ediții ale Jocurilor Olimpice (1980, 1984) în care a câștigat o medalie de bronz.